# 1908년 하계 올림픽 핀란드 선수단
1908년 하계 올림픽 핀란드 선수단은 영국 런던에서 개최된 1908년 하계 올림픽에 참가한 올림픽 핀란드 선수단이다. 6개 종목과 23개 세부 종목에서 선수 62명이 참가하였다.

## 선수 집계
| 종목   | 남자 | 여자 | 합계 |
| ------ | ---- | ---- | ---- |
| 다이빙 | 2    |      | 2    |
| 레슬링 | 4    |      | 4    |
| 사격   | 9    |      | 9    |
| 합계   | 62   | 0    | 62   |

## 메달 집계

### 종목별 메달 집계
| 종목   |   |   |   | 합계 |
| 레슬링 | 1 | 1 | 1 | 3    |
| 합계   | 1 | 1 | 3 | 5    |

### 메달리스트
| 메달 | 선수            | 종목   | 세부 종목                      | 날짜     |
| ---- | --------------- | ------ | ------------------------------ | -------- |
|      | 베르네르 베크만 | 레슬링 | 남자 그레코로만형 라이트헤비급 | 7월 22일 |
|      | 위리외 사렐라   | 레슬링 | 남자 그레코로만형 라이트헤비급 | 7월 22일 |
|      | 아르보 린덴     | 레슬링 | 남자 그레코로만형 라이트급     | 7월 25일 |

## 다이빙
| 선수            | 세부 종목     | 예선  | 예선 | 준결선    | 준결선    | 결선      | 결선      |
| 선수            | 세부 종목     | 점수  | 순위 | 점수      | 순위      | 점수      | 순위      |
| 오스카르 베트셀 | 3m 스프링보드 | 70.83 | 2 Q  | 70.1      | 6         | 진출 실패 | 진출 실패 |
| 오스카르 베트셀 | 10m 플랫폼    | 69.7  | 4    | 진출 실패 | 진출 실패 | 진출 실패 | 진출 실패 |
| 토이보 아로     | 10m 플랫폼    | 69.5  | 2 Q  | 62.7      | 3         | 진출 실패 | 진출 실패 |

## 레슬링
| 선수            | 세부 종목                 | 32강전 (상대 /결과) | 16강전 (상대 /결과) | 8강전 (상대 /결과)   | 준결승 (상대 /결과) | 3-4위전 (상대 /결과) | 결승 (상대 /결과) | 순위              |           |               |           |                 |           |   |
| 베르네르 베크만 | 그레코로만형 라이트헤비급 | 부전승              | 부전승              | 월터 웨스트          | 승                  | 프리츠 라르손        | 승                | 후고 파이르       | 승        |               |           | 위리외 사렐라   | 승        | 1 |
| 아르보 린덴     | 그레코로만형 라이트급     | 뤼시엥 앙셍         | 승                  | 카를 카를센          | 승                  | 안데르스 묄레르      | 승                | 니콜라이 오를로프 | 패        | 구나르 페르손 | 승        | 진출 실패       | 진출 실패 | 3 |
| 위리외 사렐라   | 그레코로만형 라이트헤비급 | 헨리 니엘센         | 승                  | 에드워드 닉슨        | 승                  | 마르셀 뒤부아        | 승                | 카를 옌센         | 승        |               |           | 베르네르 베크만 | 승        | 2 |
| 유시 키비매키   | 그레코로만형 라이트헤비급 | 부전승              | 부전승              | 야코프 판 베스트로프 | 패                  | 진출 실패            | 진출 실패         | 진출 실패         | 진출 실패 | 진출 실패     | 진출 실패 | 진출 실패       | 진출 실패 | 9 |

## 사격
| 선수                                                                            | 세부 종목             | 점수 | 순위 |
| 구스타브 니만                                                                   | 300m 자유 소총 3자세  | 615  | 44   |
| 라우리 콜로                                                                     | 300m 자유 소총 3자세  | 672  | 39   |
| 보이토 콜호                                                                     | 300m 자유 소총 3자세  | 788  | 17   |
| 에밀 내슬링                                                                     | 300m 자유 소총 3자세  | 657  | 41   |
| 카를 레일린                                                                     | 300m 자유 소총 3자세  | 584  | 45   |
| 프란스 내슬링                                                                   | 300m 자유 소총 3자세  | 733  | 30   |
| 헤이키 할라마                                                                   | 300m 자유 소총 3자세  | 576  | 46   |
| 후비 투이스쿠넨                                                                 | 300m 자유 소총 3자세  | 686  | 38   |
| 후비 투이스쿠넨                                                                 | 300m 자유 소총 3자세  | 697  | 37   |
| 구스타 뉘만 보이토 콜호 에밀 내슬링 프란스 내슬링 헤이키 후투넨 후비 투이스쿠넨 | 300m 자유 소총 단체전 | 3962 | 8    |

## 참고 자료
- (영어) “Finland at the 1908 London Summer Games”. sports-reference.com. 2011년 7월 28일에 원본 문서에서 보존된 문서. 2011년 5월 27일에 확인함.